# Ashley Moloney
Ashley Moloney (ur. 13 marca 2000) – australijski lekkoatleta specjalizujący się w wielobojach.
W 2018 triumfował w rywalizacji dziesięcioboistów podczas mistrzostw świata juniorów w Tampere.
W 2021 został w Tokio brązowym medalistą igrzysk olimpijskich.
Złoty medalista mistrzostw Australii. Stawał na najwyższym stopniu podium mistrzostw kontynentu.
Rekordy życiowe: dziesięciobój: 8649 pkt. (5 sierpnia 2021, Tokio) – rekord Australii i Oceanii; siedmiobój: 6344 pkt. (19 marca 2022, Belgrad) – rekord Australii i Oceanii.

## Osiągnięcia
| Rok  | Impreza                     | Miejsce    | Konkurencja             | Lokata     | Wynik     |
| ---- | --------------------------- | ---------- | ----------------------- | ---------- | --------- |
| 2018 | Mistrzostwa świata juniorów | Tampere    | dziesięciobój           | 1. miejsce | 8190 pkt. |
| 2018 | Mistrzostwa świata juniorów | Tampere    | sztafeta 4 × 400 metrów | 7. miejsce | 3:09,31   |
| 2019 | Mistrzostwa Oceanii         | Townsville | dziesięciobój           | 1. miejsce | 8103 pkt. |
| 2021 | Igrzyska olimpijskie        | Tokio      | dziesięciobój           | 3. miejsce | 8649 pkt. |
| 2022 | Halowe mistrzostwa świata   | Belgrad    | siedmiobój              | 3. miejsce | 6344 pkt. |
| 2022 | Mistrzostwa świata          | Eugene     | dziesięciobój           | –          | DNF       |
| 2023 | Mistrzostwa świata          | Budapeszt  | dziesięciobój           | –          | DNF       |
| 2024 | Mistrzostwa Oceanii         | Suva       | dziesięciobój           | 1. miejsce | 8182 pkt. |
| 2024 | Igrzyska olimpijskie        | Paryż      | dziesięciobój           | –          | DNF       |